# Церковная уния
Церко́вная у́ния — объединение двух или более христианских конфессий. Обычно имеется в виду акт объединения Восточной (православной или древневосточных православных церквей) и Западной (Римско-католической) церквей, на условиях признания Восточною церковью католической экклезиологии и догматики (включая папский примат), но при сохранении ею восточного литургического обряда, богослужебного языка, отсутствия обета безбрачия для белого духовенства и др. Церкви, образовавшиеся в результате унии, именуются униатскими. Восточно-католические церкви византийского обряда называются грекокатолическими. Объединение нескольких протестантских конфессий в одну также может называться унией, напр. Прусская уния.

## Исторический обзор
Полный разрыв между Восточной и Западной церковью произошёл в середине XI века. Раскол усугубился после взятия Константинополя во время так называемого IV крестового похода, участники которого оскверняли христианские святыни. Несмотря на это, высшие церковные иерархи предпринимали неоднократные попытки к соединению церквей, при этом каждая сторона искала собственную выгоду. Римские папы и после разделения церквей не теряли надежды подчинить своей власти Восточную церковь. Византийские императоры, со своей стороны, были вынуждены принимать во внимание крайне затруднительное политическое положение Византийской империи, которую ожидал неминуемый крах под ударами турок и крестоносцев. Рассчитывая при содействии пап защитить империю от многочисленных врагов и предохранить её от падения, Византия искала союза с Римом, изъявляя готовность к соединению церквей. Однако, в отличие от византийских императоров, большинство православных иерархов, как и их паства, выступали против унии, видя в ней подчинение Восточной церкви папе.
Несмотря на сопротивление большей части православного духовенства, византийские императоры пошли на заключение в 1274 году Лионской унии (фактически не принятой духовенством Византии), в 1439 — Флорентийской унии (осуждённой Иерусалимским 1443 года и Константинопольским собором 1484 года православной церкви).
После падения Византии папство тщетно пыталось склонить к церковной унии Русское государство.
Наиболее значительные из церковных уний, приведших к образованию новых восточно-католических церквей:
- Уния с Ассирийской церковью Востока 1553 года (Халдейская католическая церковь)
- Брестская уния 1596 года между частью православного (митрополия Киевская, Галицкая и всея Руси в юрисдикции Константинопольского патриархата) западнорусского населения Речи Посполитой и папством: Русская Униатская Церковь
- Уния с Эфиопской церковью 1622 года: Эфиопская католическая церковь
- Ужгородская уния 1646 года для православного населения Закарпатья, которая в 1699 была распространена на православное население Трансильвании (современная Румыния): Русинская, Словацкая и Румынская грекокатолические церкви)
- В 1664 году была заключена уния в Мукачево, присоединившая к греко-католической церкви православное население Закарпатья и венгерской епархии Хайдудорог.
- Уния с частью сиро-яковитов 1677 года (Сирийская католическая церковь)
- В 1713 году была заключена уния в Марамуреше (ныне Румыния). К 1721 году все православные священники Закарпатья признали унию.
- Уния с Антиохийской православной церковью 1729 года: Мелькитская католическая церковь)
- Уния с частью коптов 1741 года: Коптская католическая церковь
- Уния с частью армян 1742 года: Армянская католическая церковь

Полоцкий собор 1839 года и обращение в православие в 1875 году Холмской епархии полностью ликвидировали униатскую организацию в России.
После Второй мировой войны под давлением советских властей и прокоммунистических режимов Восточной Европы, с целью перекрытия мощного канала западного влияния на население церкви, некоторые из грекокатолических церквей подверглись репрессиям и были запрещены. Было объявлено о расторжении уний:
- Брестская уния в 1946 году;
- Ужгородская уния в 1948 году (Трансильвания), в 1949 году (Закарпатье, СССР) и в 1950 году (Чехословакия).

Вплоть до 1968 года в Чехословакии и до 1990 года в СССР грекокатолические церкви были запрещены, а грекокатолические общины существовали только подпольно. В то же время приходы запрещённых в социалистических странах церквей существовали в США и других странах среди эмигрантской диаспоры. После 1990 года в СССР, а затем в образовавшихся после его распада независимых государствах (в первую очередь на Украине и в Белоруссии), грекокатолики ведут свободную деятельность.